# Матвеев, Артамон Сергеевич
Артамо́н Серге́евич Матве́ев (13 (23) апреля 1625 — 15 (25) мая 1682, Москва) — русский государственный деятель, «великого государя ближний боярин», руководитель русского правительства в конце царствования Алексея Михайловича, один из первых «западников».
Артамон Сергеевич Матвеев стоял у истоков придворного театра и был в числе организаторов первой аптеки в Москве. Отец графа Андрея Матвеева.

## Служба
Сын дьяка Сергея Матвеева из рода Матвеевых, который ездил послом в Османскую империю — Турцию (1634 год) и Персию (1643 год). В 12 лет был взят в царский дворец «на житьё» и, вероятно, воспитывался вместе с будущим царём Алексеем.
В молодости служил в Малороссии, участвовал в войнах с Речью Посполитой и осаде Риги (1656). Будучи полковником и стрелецким головой 3-го приказа (стрелецкого полка), участвовал в осаде Конотопа в составе большого полка князя А. Н. Трубецкого. Присутствовал на Переяславской раде, вёл переговоры с гетманами Выговским и Гонсевским. С 1658-1668 состоял в чине стряпчего.
Во время Большого собора Матвеев сопровождал прибывших в Россию восточных патриархов. В 1669 г. вместе с князем Г. Г. Ромодановским организовал проведение Глуховской рады. По возвращении в Москву сменил Ордина-Нащокина во главе Малороссийского, а потом и Посольского приказа. С 1671 года думный дворянин, с 1672 года окольничий, с 1673 года ближний окольничий, с 1674 года московский дворянин и ближний боярин.
В доме Матвеева царь Алексей познакомился с родственницей его жены, Н. К. Нарышкиной. Девушка воспитывалась в покоях супруги Матвеева, Евдокии Гамильтон. Наталья Нарышкина стала второй супругой Алексея Михайловича, матерью Петра Великого.
О прочной дружбе царя с Матвеевым свидетельствуют строки из письма Алексея Михайловича: «Приезжай скорее, мои дети осиротели без тебя, мне не с кем посоветоваться».
Матвеев уделял внимание не только западному направлению внешней политики. Он заключил с армянскими купцами выгодный договор о торговле персидским шёлком и отправил Н. Спафария на восток разведать путь в Китай. Со шведами конфликтовать избегал, потому что видел в них средство нейтрализовать активность Речи Посполитой в Поднепровье.

## Западные новшества
Артамон Матвеев ценил общение с иностранцами и охотно пересаживал на русскую почву заморские новинки. Он организовал типографию при Посольском приказе, собрал огромную библиотеку и был в числе организаторов первой аптеки в Москве.
Дом его был убран по-европейски, с разрисованным потолком, картинами немецкой работы, изображавшими святых, и часами столь затейливой конструкции, что на них обращали внимание и иностранцы. Жена Матвеева появлялась в мужском обществе; сын Андрей получил тщательное образование на европейский манер. Боярин Матвеев предложил Гивнеру составить труппу актёров и забавлял государя театральными представлениями («Артаксерксово действо»).
Человек образованный, Матвеев написал несколько литературных работ (не дошедших до нас), преимущественно исторического содержания, между прочим: «Историю русских государей, славных в ратных победах, в лицах» и «Историю избрания и венчания на царство Михаила Фёдоровича». Кроме того, он ответственен за создание «Царского титулярника», справочника по монархам и другим первым лицам разных стран эпохи и по русской истории.

## Опала и гибель
Смерть царя Алексея Михайловича в 1676 году повлекла за собой падение Матвеева. По одной версии, он пытался посадить на престол малолетнего Петра вопреки сторонникам царевича Фёдора. По другой, Милославские, получившие преобладание при дворе, из мести решились уничтожить Матвеева. Обвинённый в оскорблении иностранного посла, Матвеев был сослан со всей семьёй в Пустозерск. В 1680 году его перевели в Мезень, а в январе 1682 года, благодаря заступничеству царской невесты, М. М. Апраксиной, крестницы Матвеева, — в Лух.
Смерть царя Фёдора и избрание на престол Петра (27 апреля 1682) привели к тому, что власть оказалась в руках Нарышкиных. Первым делом нового правительства был вызов Матвеева и возвращение ему прежних почестей. Матвеев приехал в Москву вечером 11 мая, а 15 мая разыгрался Стрелецкий бунт, одной из первых жертв которого пал Матвеев: он попытался убедить стрельцов прекратить бунт, но был убит на глазах царской семьи, на Красном крыльце, сброшен вниз на площадь и изрублен.
Гибель Матвеева и все события того дня произвели громадное впечатление на царя Петра и навсегда впечатались в его память. Спустя более 40 лет во время коронации Екатерины I в Кремле Пётр, находясь на Красном крыльце, внезапно подозвал к себе находившуюся там же графиню Марию Румянцеву (внучку Артамона Матвеева) и сказал ей: «Вот смотри, во время хованщины на этой ступени стоял твой дед. Я до сих пор помню его красные сапоги».
Матвеев был похоронен при церкви Николы в Столпах в Армянском переулке, которую снесли в 1938 году. Памятник над его могилой был поставлен в начале XIX века его прямым потомком — государственным канцлером графом Н. П. Румянцевым.

## Семья
«Великий боярин» Матвеев был женат на Евдокии Григорьевне Гамильтон (ум. 1672). Его сын Андрей — один из первых постоянных посланников России за границей — был удостоен в Священной Римской империи титула графа. Его внучка Мария Андреевна Матвеева была замужем за Александром Ивановичем Румянцевым и стала матерью великого полководца Румянцева-Задунайского (по слухам, рождённого ею не от мужа, а от Петра Великого).

## Изображение
Вероятно, изображение Артамона и его жены Евдокии присутствует на иконе, изображающей Христа Эммануила работы неизвестного царского живописца (около 1675-76 гг.; средник трёхчастного деисуса, музей-усадьба «Коломенское»). На иконе представлены склонённые фигуры мужчины и женщины. Мужчина в пышном одеянии с бородатым лицом, женщина — в длинном покрывале. Отступление от принятой иконографической схемы позволяет, по мнению исследователей, предположить, что на ней представлена боярская чета заказчиков иконы. Над головами начертаны имена «Артемонъ» и «Евдокiя», что позволило П. Д. Барановскому первым высказать предположение, что это Матвеев.

### В кинематографе
- Дмитрий Орловский — «Юность Петра» (1980).
- Илья Козин — «Раскол» (2011).
- Василий Мичков — «Пётр I: Последний царь и первый император» (2022).

### В литературе
- К. Ф. Рылеев посвятил А. С. Матвееву одну из своих дум.
- К. П. Масальский, «Стрельцы» (1832)
- А. Н. Островский, «Комик XVII столетия» (1872)
- П. В. Полежаев, «Престол и монастырь» (1878)
- В. С. Соловьёв, «Царь-девица» (1878)
- Д. Л. Мордовцев, «Великий раскол» (1891)
- А. Е. Зорин, «На изломе» (1901)
- К. Валишевский, «Первые Романовы» (1909)
- К. Г. Шильдкрет, «Гораздо тихий государь» (1930)
- А. Н. Толстой, «Пётр Первый» (1934)
- Н. М. Молева, «Государыня — правительница Софья» (2000)
- Б. Акунин, «Алтын-толобас» (2001), под именем Артамона Сергеевича Матфеева
- В. А. Бахревский, «Столп. Артамон Матвеев» (2005)
- Т. Т. Наполова, «Царица-мачеха» (2006)